# بل ۷۸۷۳
سیارک ۷۸۷۳ (به انگلیسی: 7873 Boll، نامگذاری:1991AE3) هفت هزار و هشتصد و هفتاد و سومین سیارک کشف شده‌است که در ۱۵ ژانویه ۱۹۹۱ کشف شد.
قدر مطلق سیارک برابر ۱۳٫۱۰ است.